# Lars Fredrik Nilson
Lars Fredrik Nilson (Östergötland, Suecia, 27 de mayo de 1840 - Estocolmo, 14 de mayo de 1899) fue un químico sueco que descubrió el escandio en 1879.

## Vida
Nilson nació en la parroquia de Skönberga en Östergötland, Suecia. Su padre, Nicolás, era un agricultor. La familia se trasladó a Gotland cuando Lars Fredrik era joven. Después de graduarse de la escuela, Lars Fredrik se matriculó en la Universidad de Uppsala, y allí estudió Ciencias naturales. Su talento para la química llamó la atención del profesor de química Lars Svanberg, que era un antiguo alumno de Jöns Jakob Berzelius.

## Carrera profesional
En 1874 Nilson se convirtió en profesor asociado de química, y desde entonces podría dedicar más tiempo a la investigación. Mientras trabajaba sobre las tierras raras, en 1879 descubrió el escandio. Durante este tiempo también estudió la densidad gaseosa de los metales lo que permitió determinar la valencia de diversos metales.
En 1882 fue nombrado director del departamento de investigación de química de la Real Academia Sueca de Agricultura y Silvicultura. Su investigación tomó parcialmente una nueva dirección a partir de entonces. Llevó a cabo estudios sobre la leche de vaca y varias plantas forrajeras.

## Distinciones y premios
Nilson fue miembro de varias academias y obtuvo varios premios, incluyendo la Orden de la Estrella Polar.

## Algunas publicaciones
- A paper on Wiborgh phosphate, a fertilizer produced from the apatite found in Gellivare Ore. 1898.

- Sur le poids atomique et sur quelques sels caractéristiques du scandium. Comptes Rendus 91: 118-121 1880

- Sur l'ytterbine, terre nouvelle de M. Marignac Comptes Rendus 88: 642-647 1879

- Untersuchungen über Chlorosalze und Doppelnitrite des Platins. Publicó E. Berling, 90 p. 1877

- Researches on the salts of selenious acid. Nova acta Regiae Societatis Scientiarum Upsaliensis, 1875.